# Thomas Gebhart

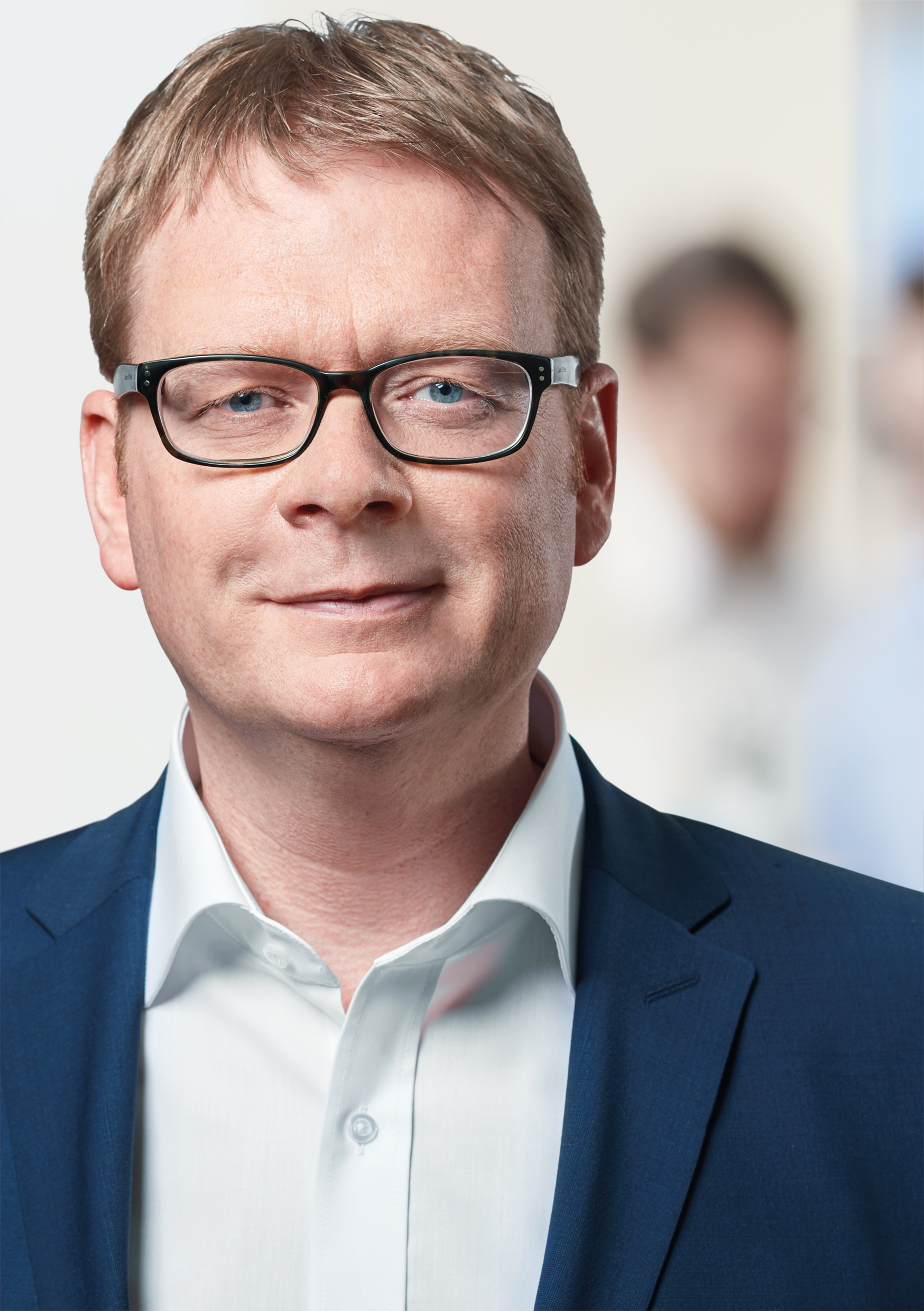
Thomas Gebhart (2014)

Thomas Gebhart (* 20. Dezember 1971 in Kandel) ist ein deutscher Politiker der CDU. Seit 2009 ist er Mitglied des Deutschen Bundestages. Er war von März 2018 bis Dezember 2021 Parlamentarischer Staatssekretär beim Bundesminister für Gesundheit.

## Leben
Nach dem Abitur am Europa-Gymnasium Wörth 1991 leistete Gebhart seinen Zivildienst im St. Vincentius-Krankenhaus in Karlsruhe. Im Jahre 1992 nahm er das Studium der Betriebswirtschaftslehre und Politikwissenschaft an der Universität Mannheim und der Universität Birmingham auf und promovierte 2002 mit einer Arbeit über direkte Demokratie zum Dr. rer. pol. Er wurde 1998 Assistent des Bundestagsabgeordneten Heiner Geißler. Von 2002 bis 2003 war er Angestellter der BASF.
Gebhart ist verheiratet und hat zwei Kinder. Er lebt mit seiner Familie in Jockgrim.

## Politik
Im Jahre 1989 trat Gebhart in die Junge Union ein, 1996 wurde er Mitglied der CDU. Vom Jahr 1999 bis 2019 und seit 2024 ist er Mitglied des Kreistages Germersheim, 2002 bis 2020 Vorsitzender des CDU-Kreisverbandes Germersheim, von 2007 bis 2022 stellvertretender Vorsitzender des CDU-Bezirksverbandes Rheinhessen-Pfalz. Von 2003 bis 2009 war Gebhart Mitglied des rheinland-pfälzischen Landtages sowie des Oberrheinrates. Er war direkt gewählter Abgeordneter des Wahlkreises Germersheim und von 2006 bis 2009 umweltpolitischer Sprecher der CDU-Fraktion im Landtag. 
Bei der Bundestagswahl 2009 gewann er den Wahlkreis 212 Südpfalz mit 40,7 %, 2013 mit 48,8 % und 2017 mit 40,3 % der Stimmen. Der direkt gewählte Abgeordnete war bis zur Ernennung zum Parlamentarischen Staatssekretär ordentliches Mitglied im Ausschuss für Umwelt, Naturschutz, Bau und Reaktorsicherheit und stellvertretendes Mitglied im Haushaltsausschuss sowie Schriftführer. Für die Bundestagswahl im Jahr 2021 kandidiert er erneut als Direktkaditat für den Wahlkreis 211 Südpfalz. Er verpasste das Direktmandat um 41 Stimmen und zog über die CDU-Landesliste Rheinland-Pfalz in den Bundestag. Bei Bundestagswahl 2025 gewann er mit 38,2 % wieder das Direktmandat. 
Als Berichterstatter der Unionsfraktion im Deutschen Bundestag für Kreislaufwirtschaft und Ressourceneffizienz war Gebhart am Zustandekommen des Verpackungsgesetzes beteiligt, durch das die Produktverantwortung gestärkt und die Recyclingquoten erhöht werden. Er setzte sich zudem für eine Selbstverpflichtung des Deutschen Einzelhandels ein, wonach Kunststofftüten nicht mehr kostenlos abgegeben werden sollen. Diese wurde im April 2016 unterzeichnet. In der Folge sank der deutsche Verbrauch an Kunststofftüten deutlich.
Gebhart ist Mitglied der Deutsch-Britischen und der Deutsch-Französischen Parlamentariergruppe. Er ist Mitglied der überparteilichen Europa-Union Deutschland, die sich für ein föderales Europa und den europäischen Einigungsprozess einsetzt.
Am 15. März 2018 wurde Gebhart zum Parlamentarischen Staatssekretär beim Bundesminister für Gesundheit ernannt. Dieses Amt hatte er bis zum 8. Dezember 2021 inne. Seit 2022 ist Gebhart Obmann der CDU/CSU-Bundestagsfraktion im Ausschuss für Klimaschutz und Energie.